# 天野董平
天野 董平（あまの とうへい、1850年1月17日（嘉永2年12月5日）- 1923年（大正5年）6月24日）は、明治から大正初期の醸造家・実業家・政治家。衆議院議員、山梨県北都留郡笹子村長。

## 経歴
甲斐国都留郡吉久保村（山梨県北都留郡笹子村を経て現大月市笹子町吉久保）で、酒造業・天野五郎左衛門の長男として生まれる。漢学を修めた。明治2年1月（1869年）家督を相続し家業を継承した。
1872年（明治5年）吉久保村戸長に就任。笹子村戸長を務め、1882年（明治15年）山梨県会議員に選出され、同常置委員、同参事会員、所得税調査委員、徴兵参事員、笹子村長、笹子村会議員、北都留郡会議員なども務めた。
衆議院議員には第9回、第10回総選挙で当選し、立憲国民党に所属し連続2期在任した。山梨同志会の副会長も務めた。
実業界では、興産貯蓄銀行取締役に在任した。

## 国政選挙歴
- 第3回衆議院議員総選挙（山梨県第2区、1894年3月、自由党）次点落選[8]
- 第4回衆議院議員総選挙（山梨県第2区、1894年9月、自由党）次点落選[9]
- 第6回衆議院議員総選挙（山梨県第2区、1898年8月、憲政本党）次点落選[9]
- 第9回衆議院議員総選挙（山梨県郡部、1904年3月、甲辰倶楽部）当選[6]
- 第10回衆議院議員総選挙（山梨県郡部、1908年5月、憲政本党）当選[7]